# Ридиль
Ридиль (др.-сканд. Ridill) — меч Регина, упоминаемый в «Саге о Вельсунгах» и «Старшей Эдде».

## История Ридиля
Когда Сигурд (Зигфрид) убил дракона Фафнира, Регин вышел из укрытия и подошёл к мертвому Фафниру, который был его братом. Он вырезал сердце у Фафнира мечом Ридилем, чтобы потом его поджарить, так как сердце Фафнира даровало способность понимать язык зверей и птиц; также он испил драконьей крови:

Тогда Регин подошёл к Фафниру и вырезал у него сердце мечом, который называется Ридиль. Затем он стал пить кровь из раны.

Тут вырезал Регин сердце у Змея тем мечом, что звался Ридиль; тут испил Регин крови Фафни и молвил: „Исполни мою просьбу, для тебя это легкое дело: пойди к костру с сердцем этим, изжарь его и дай мне поесть.“»